# Ligne de Carbonne au Mas-d'Azil
La ligne de Carbonne au Mas-d'Azil, également appelée le Tacot du Volvestre est une ancienne ligne de chemin de fer secondaire à voie métrique du réseau  départemental de la Haute-Garonne exploitée par la compagnie des chemins de fer du Sud-Ouest, parcourant le terroir du Volvestre vers la vallée de l'Arize.

## Histoire
Le décret du 6 août 1907 promulgué au Journal officiel du 20 août 1907 déclare d'utilité publique plusieurs lignes locales de tramways, approuve l'établissement de la ligne de tramway de Montesquieu-Volvestre au Mas-d'Azil, autorise les départements de la Haute-Garonne et de l'Ariège à pourvoir à la construction et l'exploitation de cette ligne, approuve les avenants aux conventions passées entre les préfets de la Haute-Garonne et de l'Ariège et la Compagnie de chemin de fer du Sud-ouest concernant la ligne entre Carbonne et Le Mas-d'Azil.
La ligne a été ouverte le 1er juin 1907 de Carbonne à Montesquieu-Volvestre ; le tronçon de Montesquieu-Volvestre au Mas d’Azil est inauguré le 1er août 1911.
Concurrencée par le développement du trafic automobile et surtout par la mise en service d'autocars, bien plus rapides et moins onéreux pour l'exploitant, la ligne est fermée aux voyageurs le 7 mai 1936 et continue quelque temps à assurer un trafic fret jusqu'en 1938, puis démantelée.

## Caractéristiques

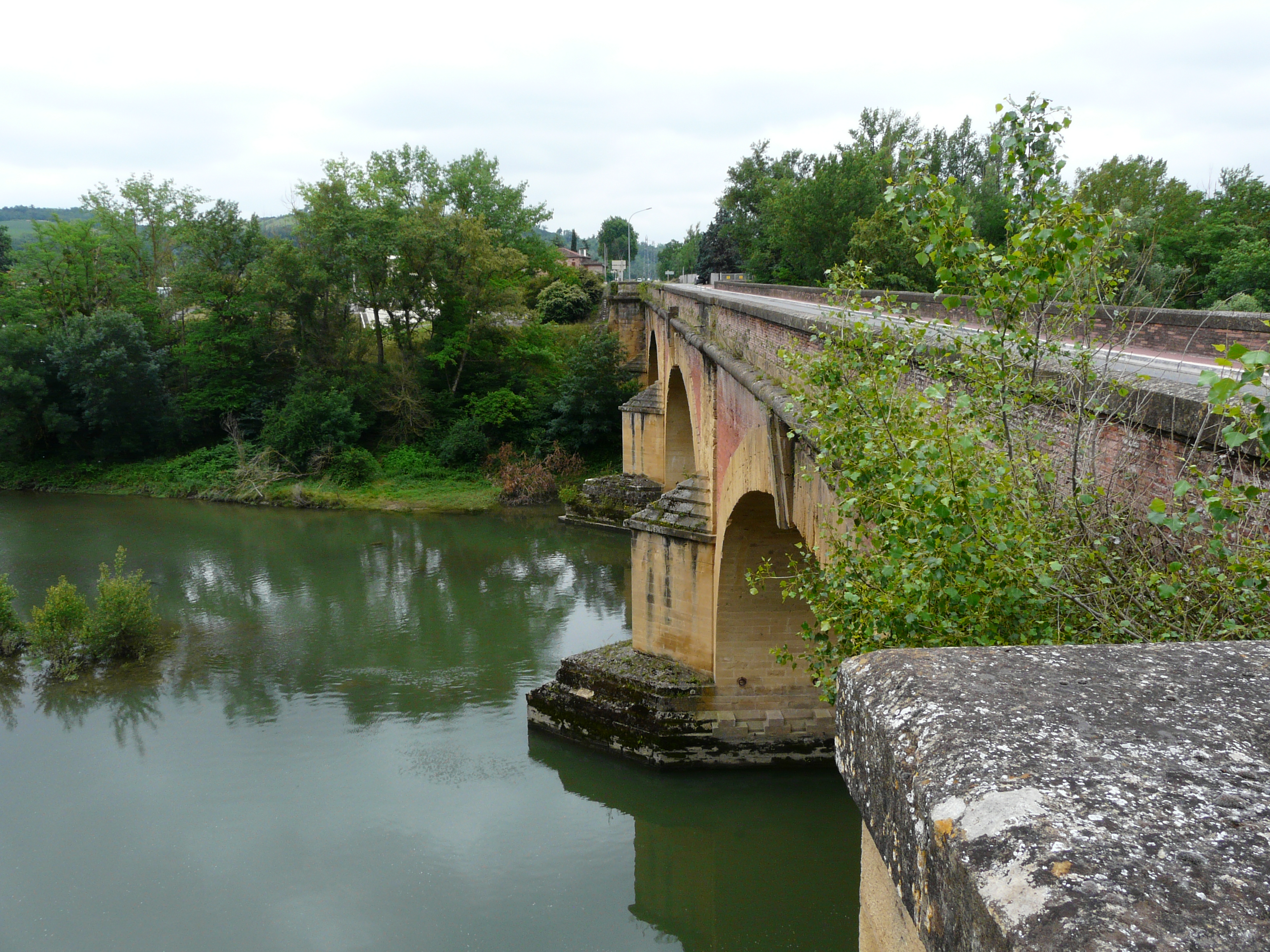
Le pont de Carbonne était partagé avec la route.

La gare du Tacot était située à quelques encablures de la gare de Carbonne. La ligne parcourait le bourg et franchissait la Garonne par le pont de Carbonne long de 180 m et achevé en 1780. Ensuite, la ligne prenait la direction du sud jusqu'à Rieux-Volvestre puis s'orientait au sud-est.

### Tracé
La ligne était longue de 36 km et partait de Carbonne.
Elle desservait les communes de Carbonne, Rieux-Volvestre, Montesquieu-Volvestre, entrait en Ariège à Thouars-sur-Arize, La Bastide-de-Besplas, Daumazan-sur-Arize, Campagne-sur-Arize, Les Bordes-sur-Arize, Sabarat avec une interconnexion avec la ligne de Toulouse-Roguet à Sabarat également exploitée par la CFSO, et enfin Le Mas-d'Azil,.

## Exploitation
Juste avant le déclenchement de la Première Guerre mondiale, la ligne était desservie par trois allers-retours quotidiens, et ses 36 kilomètres étaient parcourus en près de deux heures. Néanmoins, elle représentait un progrès important puisque, jusqu'alors, la plupart des déplacements se faisaient à pied.  La mise en service de la ligne a été saluée par les habitants, comme l'indique cette lettre d'une résidente de Daumazan qui raconte à ses proches l'inauguration de la ligne : « Enfin, nous le tenons ! Quoi, vas – tu dire ? Eh, le train. Le noir cheval sans pattes est passé majestueusement pour la première fois ce matin à 5h31 traînant derrière lui sept ou huit wagons flambant neufs. On a voulu étrenner la nouvelle voiture et les voyageurs, pour la foire des Bordes, se sont donné le luxe du train. Emilien, Gaston, Clothilde, Marinette étaient bien aises de nous faire bonjour de la portière et tant d’autres qui nous ont bombardé de saluts… Toute la ville s‘est transportée au Dôme à tous les passages du train. Ainsi, ce soir, on aurait pu se méprendre et croire à une gare Saint Lazare tant il y avait de badauds. Encore quelques jours, l’empressement sera grand et puis tout reprendra le cours normal »

Horaires de la ligne en mai 1914.

## Vestiges

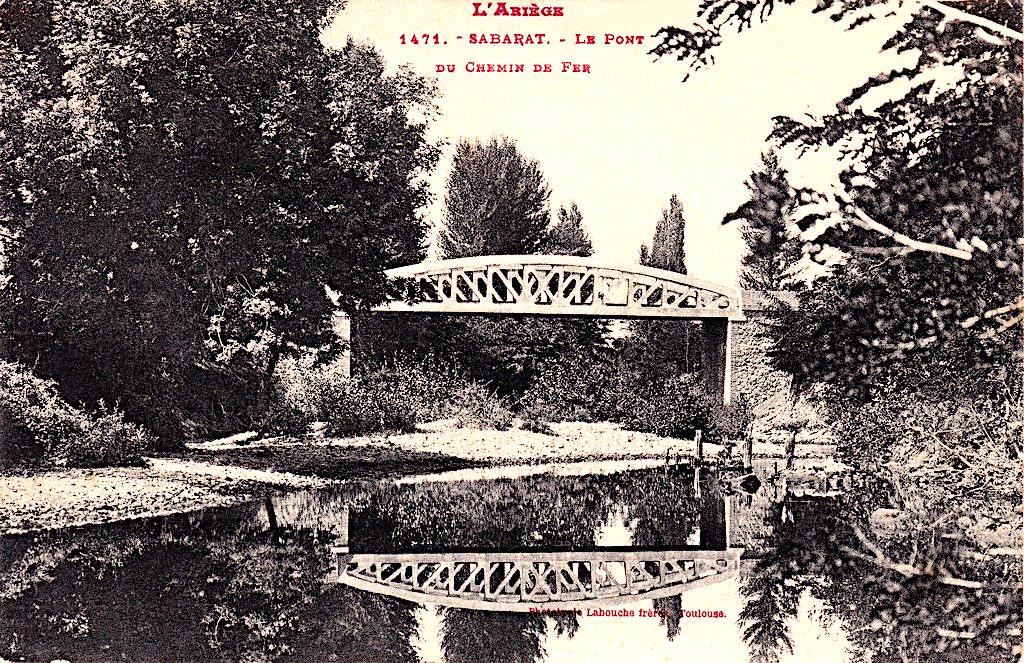
Pont CFSO traversant l'Arize à Sabarat, rare vestige conservé de la ligne

Plusieurs gares rénovées en habitation sont visibles par exemple à Montesquieu-Volvestre, La Bastide-de-Besplas, Sabarat... ainsi que quelques ponts. La ligne longeait en grande partie la route.
Des noms de rues rappellent cette histoire ferroviaire : l'avenue de la Gare à Rieux et au Mas d'Azil, la rue de la gare à Montesquieu-Volvestre, le chemin de la ligne à Sabaratà l'issue duquel le pont métallique non carrossable sur l'Arize est toujours en place.